# قرارداد نقشه‌کش
قرارداد نقشه‌کش (انگلیسی: The Draughtsman's Contract) فیلمی در ژانر کمدی، معمایی و درام به کارگردانی پیتر گرینوی است که در سال ۱۹۸۲ منتشر شد. از بازیگران آن می‌توان به جنت سوزمن، هیو فریزر، نیکولاس آمر، مایکل کارتر، لیندا لا پلانت و دیو هیل اشاره کرد.